# Centaurea mozaffarianii
Centaurea mozaffarianii — вид квіткових рослин айстрових (Asteraceae). Ендемік Ірану.
Дворічні рослини, вся рослина зазвичай зелена, 100–110 см заввишки; комірець із волокнистих черешкових залишків присутній біля основи стебла. Стебло прямовисне, розгалужене від нижньої до середньої частини, міцне, ≈ 20 мм в діаметрі біля основи, циліндричне, з густими та жовтуватими смугами, рідко облистнене, нижня частина червонувата і ± густо вкрита волосинками, серединна частина майже гола чи з розсіяними короткими волосками, верхня частина рідко вкрита вилчастими та дрібними сидячими залозистими волосками. Листки із залозистими волосками. Прикореневі та нижні стеблові листки черешкові, великі, під час цвітіння зазвичай засохлі, нерозділені, яйцеподібні, загострені на верхівці. Серединні стеблові листки сидячі, прості, зворотноланцетні або ланцетні, розпрямлені, до 20 мм уздовж стебла, тупі чи гоструваті на верхівці. Верхні стеблові листки дедалі менші, сидячі, прості, довгасті або видовжено-ланцетні, або вузьколанцетні, 5–10 × 1,5–3 см, гострі або загострені на верхівці. Квіткових голів кілька, 10–12, розташовані в китиці, розташовані на довгих безлистих квітконосах. Квітки білі; центральні квітки двостатеві 40–42 мм завдовжки, віночок 17–18 мм завдовжки, 5-лопатеві, частки 6–8 мм завдовжки; периферійні квітки безплідні, трохи коротші за центральні, нечисленні (по 3-5 в кожній головці) і дуже малопомітні. Сім'янки довгасті, ≈ 7,5 мм завдовжки, ≈ 4 мм ушир, гладкі та блискучі, біло-жовтуваті, на вершині заокруглені, голі. Папус стійкий, багаторядний, шершавий, від білуватого до блідо-коричневого, довжиною 13–14 мм, щетинки внутрішніх рядів трохи довші за інші.

## Середовище
Це ірано-туранський елемент, росте на кам'янистих схилах, полях і узбіччях доріг на висоті 1300–1500 метрів.